# Шинковка (приспособление)

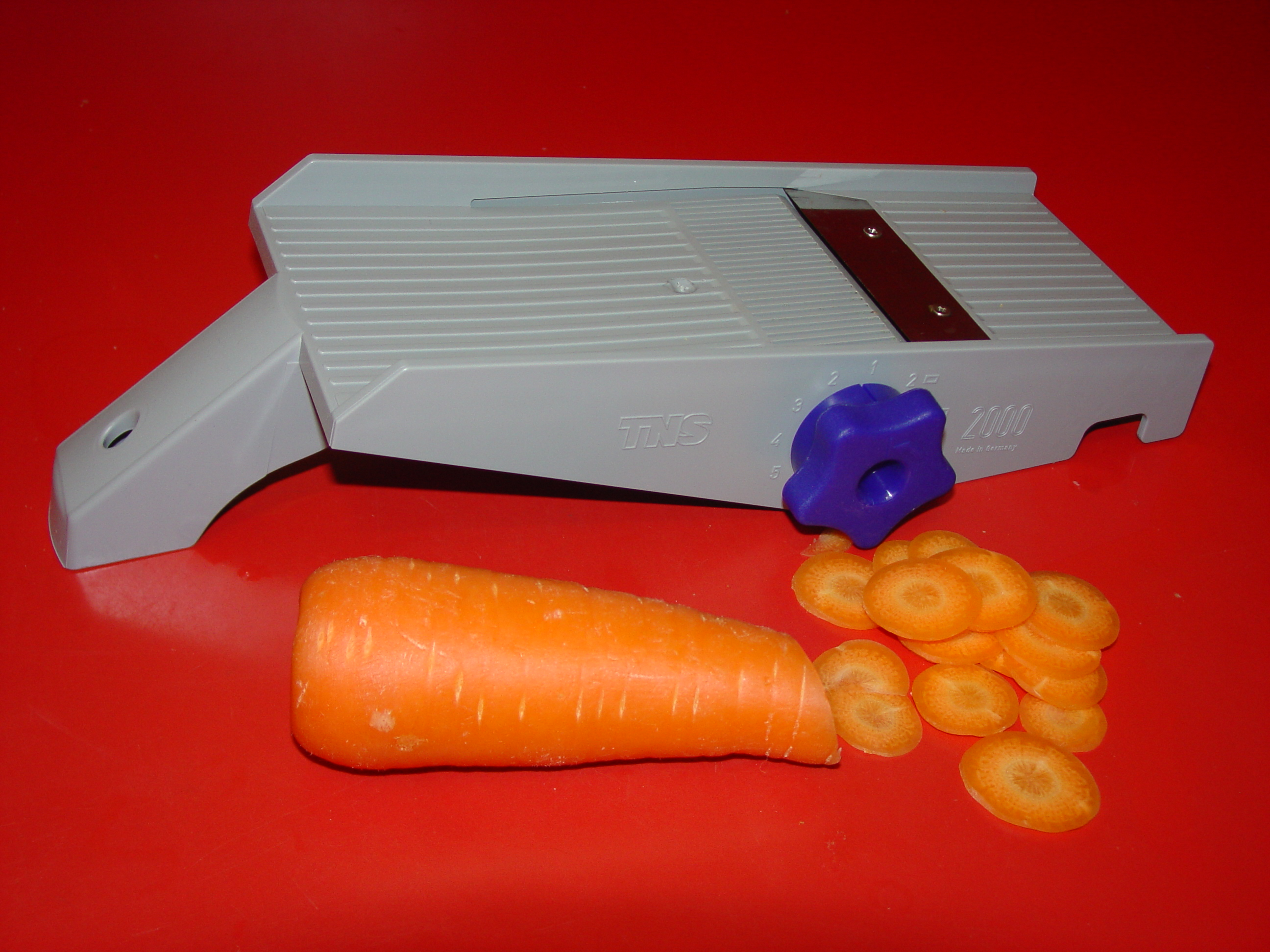
Настольная пластиковая шинковка с регулируемой шириной ломтика

Шинко́вка, шинковальная доска, шинковальня, шинковальный стан — приспособление для нарезания овощей и фруктов ломтиками в форме деревянной или пластиковой доски с укреплёнными на ней стальными пластинчатыми ножами. Толщина ломтика зависит от величины зазора между ножами и доской. Высота ножей по высоте может быть фиксированной или регулируемой с помощью гайки-барашка.
По своей конструкции шинковки подразделяются на ручные механические и электрические. Простейшая шинковка представляет собой доску со стальным ножом, которую при работе поддерживают одной рукой в наклонном положении. Настольная шинковка оснащена боковыми стенками и упором, предотвращающим её скольжение по столу во время работы. Некоторые модели шинковок снабжены перемещающимся бункером в форме куба с крышкой-прижимом, куда закладываются овощи для шинковки. Современные шинковки снабжаются набором съёмных ножевых гребёнок различного назначения и также именуются овощерезками-мандолинами. Функция шинковки имеется в большинстве кухонных комбайнов и овощерезок.